# MF Herald of Free Enterprise
MF Herald of Free Enterprise – prom Ro-ro, pasażersko-samochodowy. Należał do towarzystwa Compania Naviera S.A., a armatorem była firma Townsend Thoresen European Ferries. Zbudowany w 1980 pływał na kilku liniach promowych przez kanał La Manche.
6 marca 1987 zatonął w pobliżu Zeebrugge w Belgii. W katastrofie straciły życie 193 osoby.

## Przebieg katastrofy
6 marca 1987 o 18:05 GMT statek odcumował od nabrzeża w Zeebrugge. Na pokładzie było 80 członków załogi i około 459 pasażerów. Ładunek stanowiło 81 samochodów osobowych, 3 autobusy i 47 samochodów ciężarowych.
O 18:28, gdy statek minął główki falochronu, osiągając prędkość 19 węzłów (33 km/h), doznał silnego przechyłu na lewą burtę i zatonął w ciągu kilkudziesięciu sekund, nie wzywając pomocy. Ze względu na to, że zatonął w miejscu o głębokości 10 metrów, znaczna część wraku była widoczna nad powierzchnią. Władze portowe zostały zaalarmowane w kilka minut po katastrofie przez będącą w pobliżu pogłębiarkę, na której zauważono zniknięcie świateł promu. Po pół godzinie nadleciał helikopter ratowniczy i pojawiły się okręty Marynarki Belgijskiej. Podjęto akcję ratowniczą, lecz wiele osób było uwięzionych wewnątrz statku, w przedziałach zalanych wodą. Większość ofiar zginęła wskutek hipotermii.

## Przyczyny katastrofy
Statek utracił stateczność, ponieważ na pokład samochodowy wdarła się woda przez niezamkniętą furtę dziobową.
Furta nie była zamknięta, gdyż osoba odpowiedzialna za jej zamknięcie spała w swojej kabinie. Oficer, który powinien sprawdzić zamknięcie udał się na mostek przed zamknięciem furty. Czynnikami dodatkowymi była duża prędkość promu i zanurzenie dziobu większe niż normalnie, spowodowane odmiennym niż zwykle balastowaniem.
W toku postępowania wyjaśniającego stwierdzono, że zasadą było jak najszybsze wychodzenie z portu, co skutkowało naruszaniem procedur bezpieczeństwa. Stwierdzono, że instrukcje stanowiskowe w przedsiębiorstwie nie uwzględniały realiów i powszechnej praktyki.

## Skutki
Katastrofa promu Herald of Free Enterprise zwróciła uwagę na stan bezpieczeństwa promów Ro-ro. IMO opracowało szereg przepisów i zaleceń, które miały zapobiegać podobnym katastrofom. Rozpoczęto opracowanie i wdrażanie International Safety Management Code – przepisów, które mają zapewnić bezpieczne funkcjonowanie przedsiębiorstw armatorskich i statków.

## Inne
Filmy nakręcone w czasie akcji ratowniczej były wykorzystane w filmie Trzy kolory. Czerwony Krzysztofa Kieślowskiego
Była to największa katastrofa morska (w czasie pokoju) floty brytyjskiej od 1918.